# Graminea annulata
Graminea annulata là một loài bọ cánh cứng trong họ Cerambycidae.